# Dlouhá Loučka
Dlouhá Loučka (niem. Langendorf) – gmina w Czechach w powiecie Ołomuniec w Kraju ołomunieckim.
Pierwsza wzmianka o miejscowości pochodzi z roku 1301.

## Zabytki
- renesansowy pałac z XVI wieku, w którym znajduje się urząd gminy
- barokowy pałac z XVII wieku[2]
- gotycki kościół św. Bartłomieja z XV wieku
- kolumna maryjna
- krzyż prawosławny z 1896 r.

## Części gminy
- Dlouhá Loučka
- Křivá
- Plinkout